# ستان جوردن
ستان جوردن (بالإنجليزية: Stan Jordan)‏ هو سياسي أمريكي، ولد في 24 سبتمبر 1937 في جاكسونفيل في الولايات المتحدة. حزبياً، نشط في الحزب الجمهوري. وقد انتخب عضو مجلس نواب فلوريدا.